# Reunión en Wanstead House
La reunión en Wanstead House es un c. 1728–1732 retrato de grupo, una conversation piece, género de moda en la época, del artista inglés William Hogarth. Se encuentra en la colección del Museo de Arte de Filadelfia en Filadelfia, Pensilvania.

## Descripción
Se cree que la pintura fue encargada para registrar la celebración del 25 aniversario de bodas de Richard Child, vizconde Castlemain y su esposa Dorothy Glynne Child.
Muestra a la familia noble y amigos reunidos en el lujoso salón de baile de su recién construida Wanstead House, con el vizconde sentado ante una ornamentada mesa de té con sus dos hijas mayores en el extremo derecho del primer plano, vistiendo una rica levita roja de terciopelo. Su esposa, aparentemente la figura central de la pintura, sentada a una mesa de juego con sus asiduos, de repente se aleja de la partida de cartas y volviéndose hacia él le señala su naipe, el as de picas, una alusión a sus invitados y al espectador de que su esposo es su carta ganadora; así Hogarth plasma el éxito de la unión. La pareja de perros entre ellos también es otra alusión a su lealtad mutua. Sus tres hijos menores forman otro grupo en el primer plano izquierdo.